# Autoklawizacja
Autoklawizacja – proces oddziaływania parą wodną o wysokiej temperaturze (200 °C) w hermetycznych zbiornikach zwanych autoklawami. Procesowi poddaje się np. silikaty oraz autoklawizowany beton komórkowy.